# 湯宿温泉
湯宿温泉（ゆじゅくおんせん）は、群馬県利根郡みなかみ町（旧国上野国）にある温泉。開湯は仁寿2年(852年）。

## 概要
新潟との県境の三国峠の手前、国道17号沿いに温泉街が広がる。開湯は仁寿2年(852年）で、弘須法師が読経していたところ、薬師如来が現れ、温泉が湧き出したと伝わる。湯宿は硫酸塩泉が一般的だが、大滝屋旅館の大滝源泉は炭酸水素塩泉（旧名：重炭酸土類泉）である。
歓楽的な要素は少ない、鄙びた温泉街である。湯治部を有する旅館も現存する。
共同浴場は4軒存在するが、うち一軒は地元住民の専用である。観光客へ開放しているのは「窪湯」、「竹の湯」、「小滝の湯」である。窪湯以外は地元住民専用の日を設定している。

## 泉質
- ナトリウム・カルシウム - 硫酸塩泉
  - 源泉温度63℃
  - 無色透明の源泉

## 適応症
神経痛、筋肉痛、関節痛、五十肩、運動麻痺、関節のこわばり、うちみ、くじき、慢性消化器病、痔疾、冷え性、病後回復期、疲労回復、健康増進、動脈硬化症、きりきず、やけど、慢性皮膚病

## 歴史
開湯は約1300年前の仁寿2年(852年）である。開湯伝説によれば、弘須法師が岩穴にて読経している際に突如温泉が湧出したという。
1999年（平成11年）4月20日 - 法師温泉、川古温泉と共に国民保養温泉地に指定。
2005年（平成17年）10月1日 - みなかみ町発足に際し、旧新治村の大字布施および新巻のうち、当該温泉街の範囲が「湯宿温泉」へと変更になった。

## アクセス
- 鉄道：上越新幹線上毛高原駅よりバスで約20分。

## 『ゲンセンカン主人』の舞台
つげ義春が『ガロ』に1968年発表した短編漫画『ゲンセンカン主人』の舞台となった町として知られる。その着想の元になった旅館は「大滝屋旅館」である。作品はその後、石井輝男監督により映画化される。大滝屋旅館はその後、建替えられ、接骨院併設の近代的な旅館として生まれかわり、漫画に描かれたような当時のうらぶれた面影は今は少ない。
つげは、1967年に水木プロの仕事を手伝っていたが、仕事量が増え腱鞘炎を患う。同年秋に単独で東北を大旅行、旅と湯治場に強く惹かれる。1968年（昭和43年）2月には高野慎三の勧めで湯宿温泉を訪れる。高野が宿泊したのは「常盤屋旅館」だったが、つげは「ひどく貧し気な雰囲気」に惹かれ、大滝屋に投宿。本作品のもとになる体験をし、同年7月に発表。1969年、『アサヒグラフ』の取材で大崎紀夫、北井一夫と再び湯宿温泉、法師温泉などを訪問するほど湯宿温泉を気にいっていた。高野は、1968年正月に湯沢温泉、川古温泉に宿泊した帰路、偶然、湯宿温泉を見たが、突然目に飛び込んできた侘し気な情景が頭から離れずに数週間後、改めて湯宿を訪問し「常盤屋」に宿泊。旅籠家風の質素な建物や大小の共同浴場、大衆食堂が立ち並ぶ時代から隔絶されたような温泉街を歩回り、ここ湯宿こそが「つげ義春の世界」そのままだと感じた。帰宅後すぐにつげに話した。その後、高野は「大滝屋」に宿泊し、ごくありふれた日常空間からイマジネーションを極度に飛躍させ、いくつものドラマを紡ぎ出すつげの作家性に驚嘆した。
つげは、その後幾度も湯宿温泉を訪れ、詩人の正津勉なども伴い「常盤屋旅館」や「湯本館」にも泊まっている。湯本館に泊まった際には、立派な宿であったため、「一人部屋にポツンとしていても何故か侘しくない。久しぶりに滅入って「ああ・・・・」と溜息でもついてみようと思ったのにさっぱり駄目なのだ。寂寥としないのだ。（中略）やはり湯宿に来たら小さな粗末な宿にしなければ感じが出ないのかもしれない。」と記している。